# Kraviće
Kraviće (Servisch cyrillisch Кравиће) is een plaats in de Servische gemeente  Raška. De plaats telt 187 inwoners (2002).